# 1860 en photographie
| Années de la photographie : 1857 - 1858 - 1859 - 1860 - 1861 - 1862 - 1863    |
| Décennies de la photographie : 1830 - 1840 - 1850 - 1860 - 1870 - 1880 - 1890 |

Cet article présente les faits marquants de l'année 1860 en photographie.

## Événements

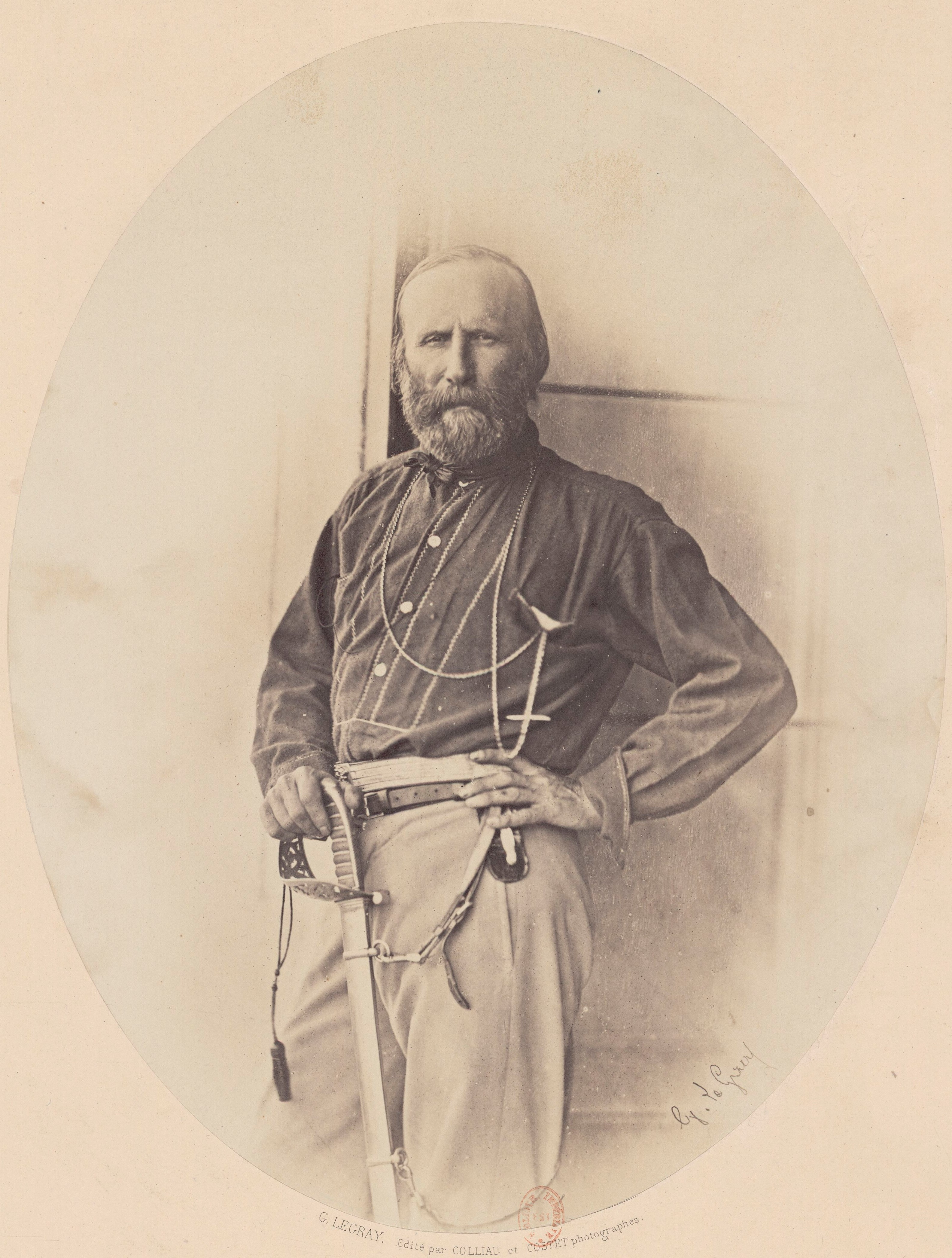
Gustave Le Gray, portrait de Giuseppe Garibaldi, juillet 1860.

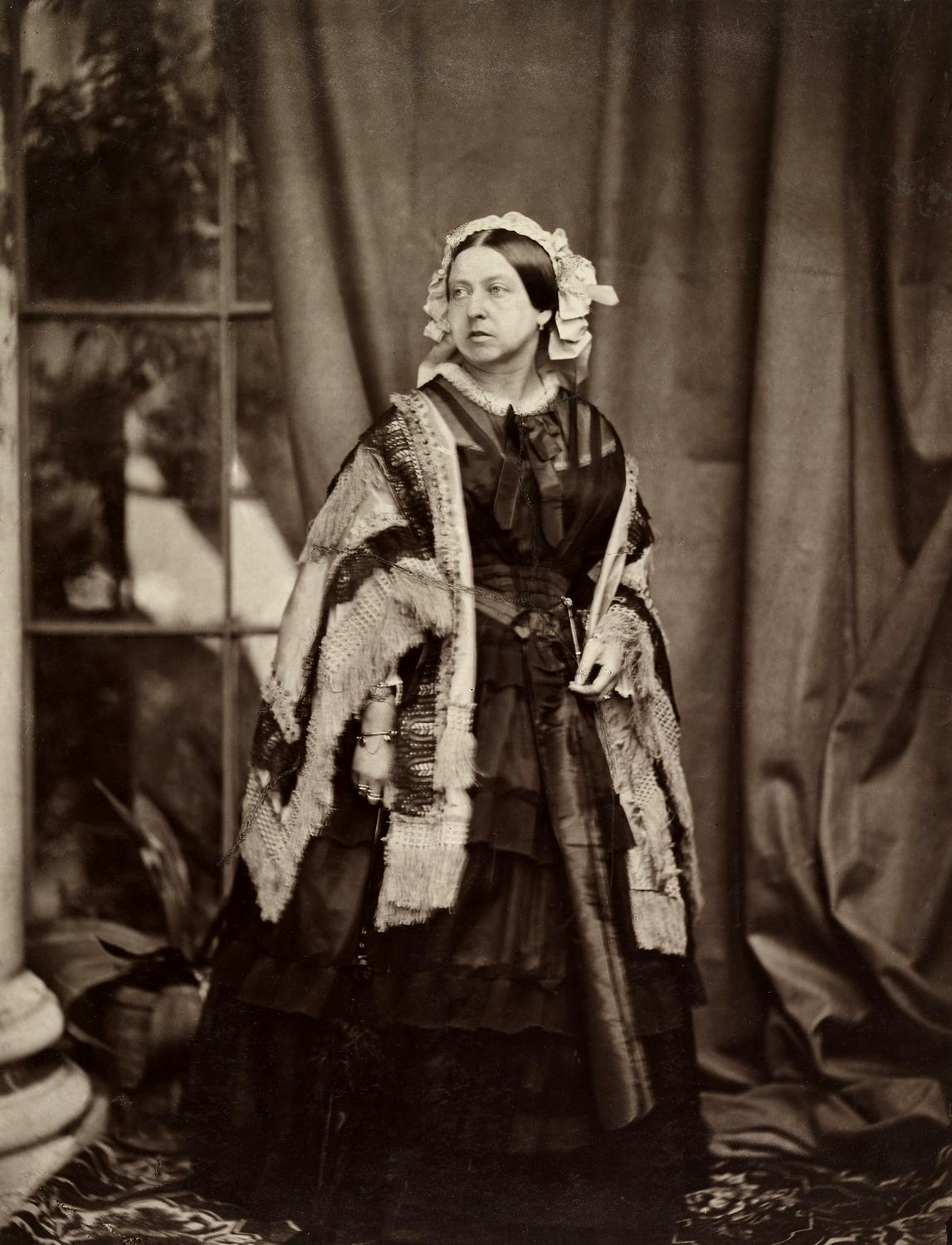
, portrait de la reine Victoria, 15 mai 1860.

- mai-juillet : Gustave Le Gray, qui accompagne Alexandre Dumas dans un voyage vers l'Orient, se trouve en Italie au moment de la prise de Palerme lors de l'expédition des Mille de Giuseppe Garibaldi ; il rejoint les révolutionnaires, photographie la ville dévastée[1] ainsi que Garibaldi[2].

- 24 mai : Hilda Sjölin devient photographe professionnelle à Malmö en Suède ; elle fait de la publicité pour ses photographies sur verre, toile cirée et papier.
- 14 août : François Willème dépose en France un brevet pour la photosculpture[3].
- Auguste Maure fonde à Biskra le studio Photographie saharienne ; c'est le premier studio de photographie du sud de l'Algérie.
- Hippolyte Bayard et Bertall ouvrent l'atelier de photographie Bayard et Bertall au 15 bis, rue de la Madeleine, à Paris.
- Le Liverpool Photographic Journal, créé en 1854, prend son nom actuel de British Journal of Photography (BJP)[4].
- La police saisit à Paris cinq mille photographies de nus au domicile du photographe Auguste Belloc ; elles sont pour la plupart dispersées ou perdues ; il en subsiste vingt-quatre vues stéréoscopiques conservées à la Bibliothèque nationale de France[5]

## Photographies notables

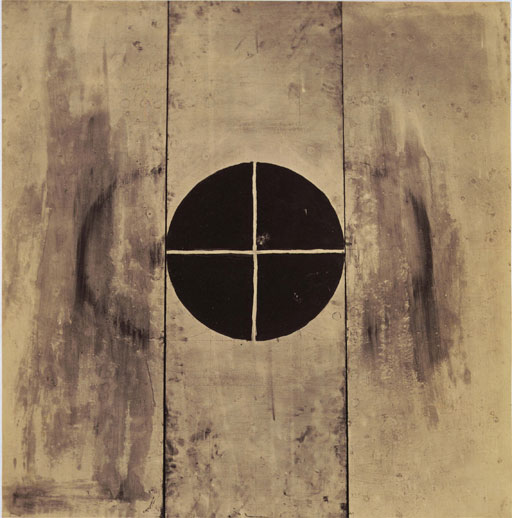
Roger Fenton, The Queen's Target, 2 juillet.

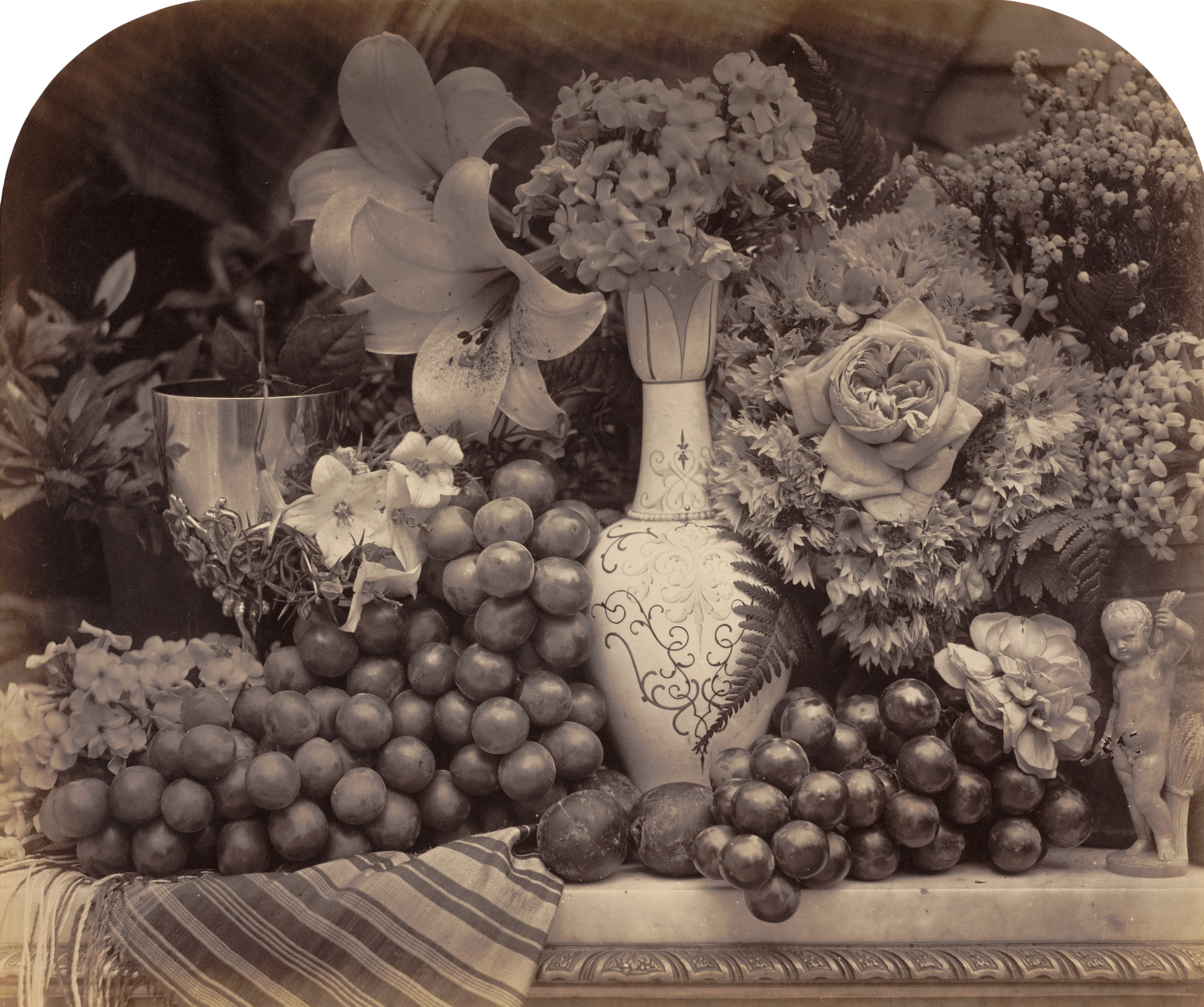
Roger Fenton, Fruit and Flowers.

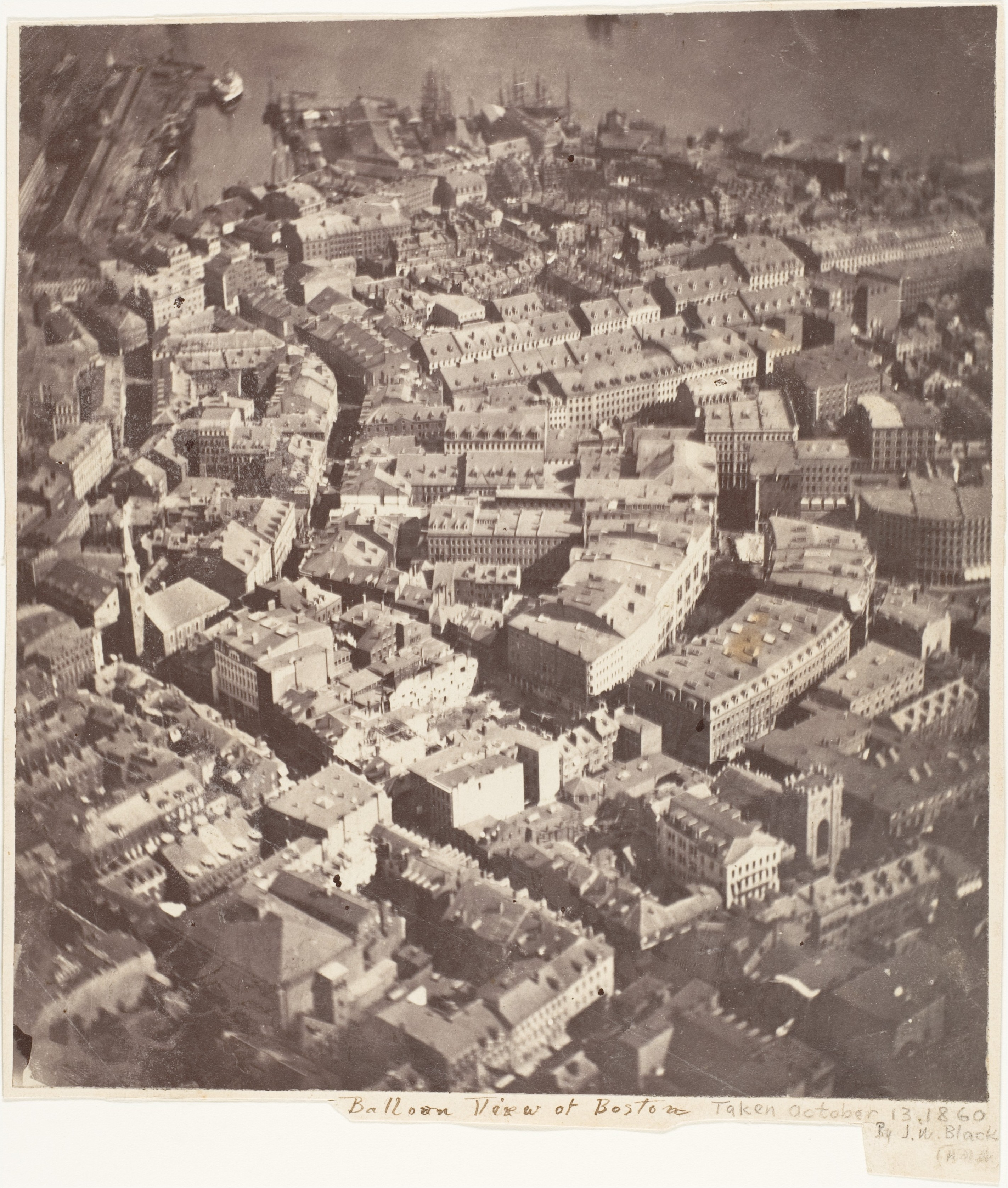
James Wallace Black, Boston, as the Eagle and the Wild Goose See It, 13 octobre 1860.

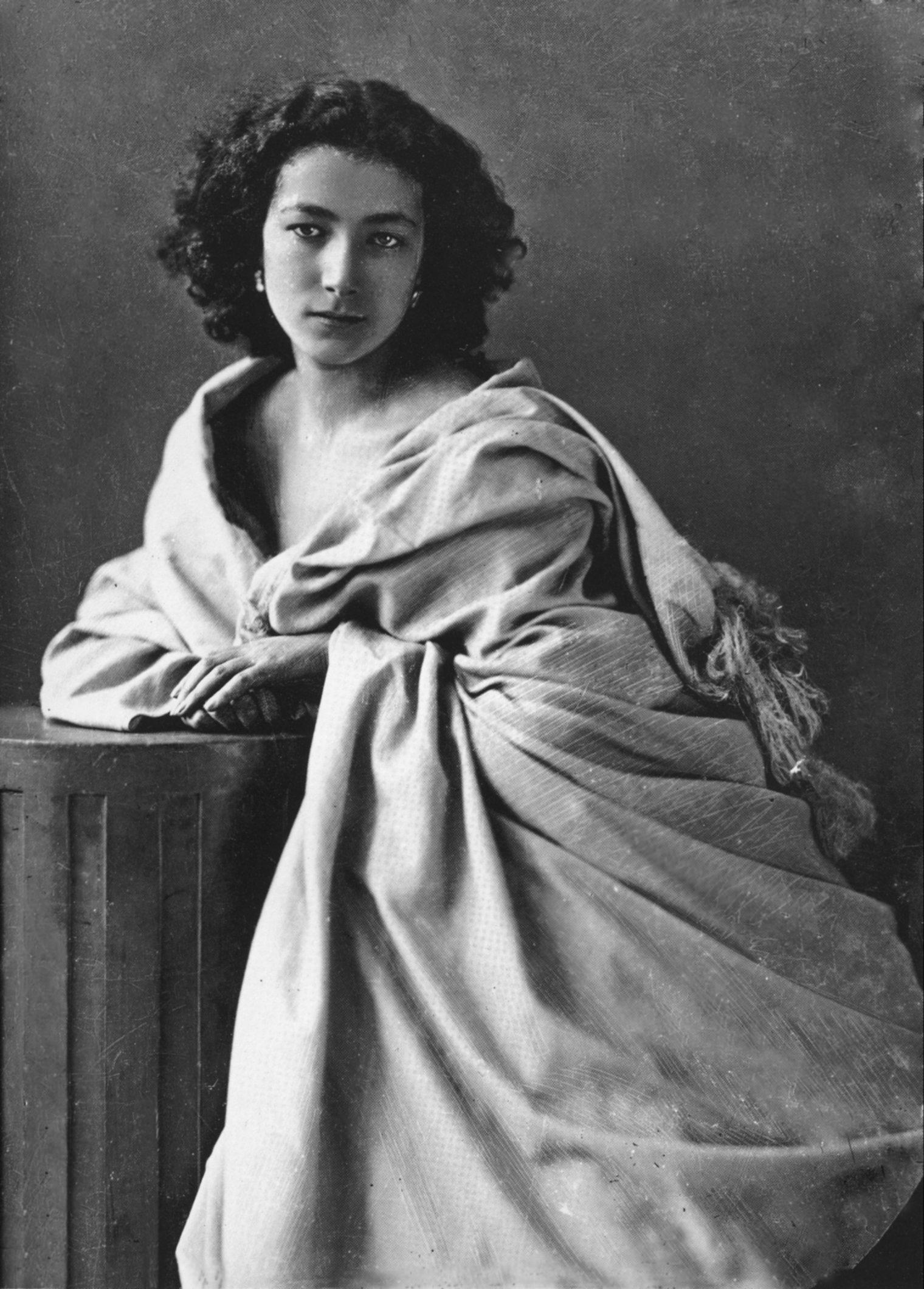
Nadar, Portrait de Sarah Bernhardt, tirage de 1864.

- 27 février : Mathew Brady, Portrait d'Abraham Lincoln, épreuve à la gélatine argentique ; photographie prise juste avant le discours de Lincoln au Cooper Institute et largement utilisée dans sa campagne lors de l'élection présidentielle de 1860[6].

- mai : John Jabez Edwin Mayall (en) réalise une série de photographies de la famille royale du Royaume-Uni (la reine Victoria, le prince Albert et leurs enfants), et obtient l'autorisation de publier ces portraits sous la forme de portraits carte-de-visite ; en août, ces photographies sont publiées sous le titre The Royal Album, composé de 14 petits portraits, qui connaît un large succès[7].

- mai - juin : le photographe français Eugène Sevaistre, installé à Palerme en Sicile à la fin des années 1850, réalise des photographies stéréoscopiques de Palerme et de Gaète lors de l'Expédition des Mille menée par Giuseppe Garibaldi[8].

- 13 octobre : James Wallace Black (en) réalise les premières photographies aériennes réussies aux États-Unis depuis la montgolfière de l'aéronaute Samuel Archer King, The Queen of the Air. Il photographie Boston à l'altitude de 370 mètres sur 8 plaques de verre ; il intitule la meilleure Boston, as the Eagle and the Wild Goose See It (Boston, tel que l'aigle et l'oie sauvage le voient) ; c'est la première image aérienne claire d'une ville[9].

- Roger Fenton : 
  - 2 juillet : The Queen's Target (en) : la photographie, quasi-abstraite, a été prise lors d'un meeting organisé par la National Rifle Association à Wimbledon et montre la cible que la reine Victoria a atteinte avec son fusil[10].
  - Fruit and Flowers (en), nature morte aux fruits et fleurs.

- Léon-Eugène Méhédin réalise pour la première fois une photographie panoramique des temples d'Abou Simbel en Égypte, au moyen d'un calotype réalisé par collage de trois papiers cirés juxtaposés[11].

- Nadar réalise un Portrait de Sarah Bernhardt (de) qui n'est pas encore célèbre[12] ; il en existe un tirage de 1864.

## Livres de photographies
- Vers 1860 : Charles Hugo et Auguste Vacquerie achèvent l'Album Allix ou Souvenir de Marine Terrace, album photographique composé de 123 photographies prises à Jersey de 1852 à 1855, qu'is offrent à Augustine Allix en souvenir de sa présence auprès de la famille Hugo pendant la période d'exil de Victor Hugo.

## Études, essais, articles
- Auguste Belloc, Le catéchisme de l'opérateur photographe : traité complet de photographie sur collodion, positifs sur verre et sur toile, transport du collodion sur papier, stéréoscopes, vitraux..., Paris, 20-III-276 p. (Lire en ligne).
- Louis Figuier, La photographie au Salon de 1859, Paris, Louis Hachette, III-88 p. (Lire en ligne).

## Naissances
- 29 février : Augustine Bulteau, journaliste, romancière et salonnière française, qui a pratiqué la photographie[13], morte le 29 septembre 1922.
- 3 mars : Albert Kahn, banquier et philanthrope français, qui a rassemblé un important fonds iconographique intitulé Archives de la Planète constitué de plaques autochromes et de films en noir et blanc, mort le 14 novembre 1940.
- 28 mars : Julien Gérardin, notaire et photographe amateur français, mort le 9 juin 1924.
- 28 avril : Achille Delmaet, photographe français, mort le 15 octobre 1914.
- 1er juin : Odber Heffer, photographe canadien actif au Chili, mort le 12 mai 1945.
- 26 juin : Elizabeth Hawkins-Whitshed, écrivaine, photographe et alpiniste britannique, morte le 27 juillet 1934.
- 13 août : Willem Witsen, peintre et photographe néerlandais, mort le 13 avril 1923.
- 15 août : Kolë Idromeno, artiste et photographe albanais, l'un des pionniers de la projection cinématographique dans son pays, mort le 12 décembre 1939.
- 5 septembre : André Salles, photographe et explorateur français, mort le 2 février 1929.
- 29 septembre : Ogawa Kazumasa, photographe japonais, mort le 6 septembre 1929.
- 16 octobre : Emma Justine Farnsworth, photographe américaine, morte le 23 janvier 1952.
- 28 octobre : George Edward Anderson (en), photographe américain, mort le 9 mai 1928.
- 6 novembre : Aymar de La Baume Pluvinel, astronome français, spécialiste de la photographie des corps célestes, mort le 18 juillet 1938.
- 29 décembre : Charles Franklin Reaugh, peintre et photographe américain, mort le 6 mai 1945.
- Date précise non renseignée ou inconnue :
  - Alejandro Merletti, photographe espagnol d'origine italienne actif à Barcelone, mort en août 1943.

## Décès
- 9 avril : Johann Baptist Isenring, peintre et photographe suisse, né le 12 mai 1796.
- 25 octobre : François-René Moreaux, peintre et photographe français, actif au Brésil, né le 3 janvier 1807.